# یواس‌اس والش (ای‌پی‌دی-۱۱۱)
یواس‌اس والش (ای‌پی‌دی-۱۱۱) (به انگلیسی: USS Walsh (APD-111)) یک کشتی بود که طول آن ۳۰۶ فوت (۹۳ متر) بود. این کشتی در سال ۱۹۴۵ ساخته شد.